# Wadersloh
Wadersloh település Németországban, azon belül Észak-Rajna-Vesztfália tartományban. Lakosainak száma 12 927 fő (2023. december 31.). Wadersloh Lippetal, Beckum, Oelde, Langenberg és Lippstadt községekkel határos.

## Népesség
A település népességének változása:
| Lakosok száma | 10 694 | 12 443 | 12 356 | 12 397 | 12 669 | 12 863 | 12 927 |
|               | 1975   | 2015   | 2017   | 2019   | 2021   | 2022   | 2023   |